# Medaliści igrzysk olimpijskich w taekwondo

Hwang Kyung-seon – trzykrotna medalistka olimpijska w taekwondo

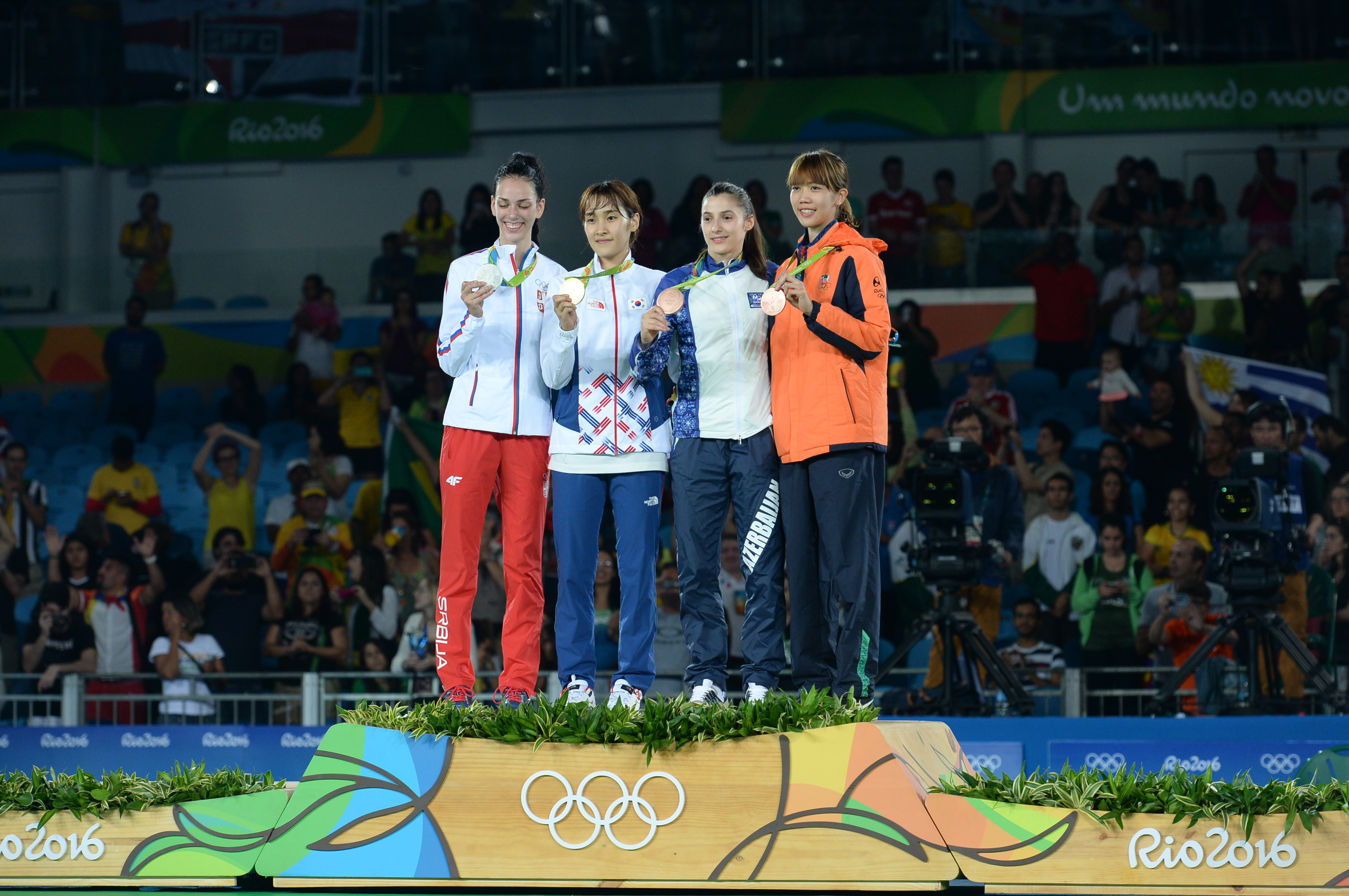
Medalistki olimpijskie w taekwondo w kategorii do 49 kg na igrzyskach w Rio de Janeiro w 2016 roku

Medaliści igrzysk olimpijskich w taekwondo – zestawienie zawodników i zawodniczek, którzy przynajmniej raz stanęli na podium zawodów olimpijskich w taekwondo.
Taekwondo jest w programie letnich igrzysk olimpijskich od igrzysk w Sydney w 2000 roku. Wcześniej, w 1988 i 1992 roku, było dyscypliną pokazową. Od początku przeprowadzanych jest osiem konkurencji, po cztery kategorie wagowe wśród zawodników obu płci. Kobiety rywalizują w kategoriach do 49 kg, do 57 kg, do 67 kg i powyżej 67 kg, a mężczyźni – do 58 kg, do 68 kg, do 80 kg i powyżej 80 kg. W 2000 i 2004 w każdej konkurencji medale zdobywało trzech zawodników, od 2008 roku przyznawany jest dodatkowy brązowy medal.
Najwięcej medali olimpijskich w taekwondo zdobyli zawodnicy i zawodniczki z Korei Południowej. W ich dorobku są 22 medale – 12 złotych, 3 srebrne i 7 brązowych. Drugie miejsce w klasyfikacji medalowej zajmuje Chińska Republika Ludowa (11 medali – 7 złotych, 1 srebrny i 3 brązowe), a trzecie Stany Zjednoczone (10 medali – 3 złote, 2 srebrne i 5 brązowych). Najbardziej utytułowanymi zawodnikami taekwondo pod względem liczby zdobytych medali olimpijskich są Hwang Kyung-seon wśród kobiet oraz Steven López i Hadi Saei wśród mężczyzn. Zdobyli oni po trzy medale – dwa złote i jeden brązowy.
Zawodnicy taekwondo Trần Hiếu Ngân, Rohullah Nikpai, Anthony Obame i Ahmad Abughaush zdobyli pierwsze w historii medale olimpijskie dla swoich krajów – odpowiednio dla Wietnamu, Afganistanu, Gabonu i Jordanii.

## Medaliści chronologicznie

### Kategoria do 58 kg mężczyzn
| Rok i miejsce        |            | Złoto             |                  | Srebro                  |                   | Brąz                 | Źr.    |
| -------------------- | ---------- | ----------------- | ---------------- | ----------------------- | ----------------- | -------------------- | ------ |
| 2000, Sydney         | Grecja     | Michalis Murutsos | Hiszpania        | Gabriel Esparza         |                   | Huang Chih-hsiung    | [ 8 ]  |
| 2004, Ateny          |            | Chu Mu-yen        | Meksyk           | Óscar Salazar           | Egipt             | Tamer Bayoumi        | [ 9 ]  |
| 2008, Pekin          | Meksyk     | Guillermo Pérez   | Dominikana       | Yulis Gabriel Mercedes  |                   | Rohullah Nikpai      | [ 10 ] |
| 2008, Pekin          | Meksyk     | Guillermo Pérez   | Dominikana       | Yulis Gabriel Mercedes  | Chu Mu-yen        |                      | [ 10 ] |
| 2012, Londyn         | Hiszpania  | Joel González     | Korea Południowa | Lee Dae-hoon            | Rosja             | Aleksiej Dienisienko | [ 11 ] |
| 2012, Londyn         | Hiszpania  | Joel González     | Korea Południowa | Lee Dae-hoon            | Kolumbia          | Óscar Muñoz Oviedo   | [ 11 ] |
| 2016, Rio de Janeiro |            | Zhao Shuai        | Tajlandia        | Tawin Hanprab           | Korea Południowa  | Kim Tae-hun          | [ 12 ] |
| 2016, Rio de Janeiro | Dominikana | Zhao Shuai        | Tajlandia        | Tawin Hanprab           | Luisito Pié       |                      | [ 12 ] |
| 2020, Tokio          | Włochy     | Vito Dell’Aquila  | Tunezja          | Mohamed Khalil Jendoubi | Korea Południowa  | Jun Jang             | [ 13 ] |
| 2020, Tokio          | Włochy     | Vito Dell’Aquila  | Tunezja          | Mohamed Khalil Jendoubi | Michaił Artamonow |                      | [ 13 ] |

### Kategoria do 68 kg mężczyzn
| Rok i miejsce        |                   | Złoto            |                   | Srebro                   |                   | Brąz              | Źr.    |
| -------------------- | ----------------- | ---------------- | ----------------- | ------------------------ | ----------------- | ----------------- | ------ |
| 2000, Sydney         | Stany Zjednoczone | Steven López     | Korea Południowa  | Sin Joon-sik             |                   | Hadi Saei         | [ 14 ] |
| 2004, Ateny          |                   | Hadi Saei        |                   | Huang Chih-hsiung        | Korea Południowa  | Song Myeong-seob  | [ 15 ] |
| 2008, Pekin          | Korea Południowa  | Son Tae-jin      | Stany Zjednoczone | Mark López               | Turcja            | Servet Tazegül    | [ 16 ] |
| 2008, Pekin          | Korea Południowa  | Son Tae-jin      | Stany Zjednoczone | Mark López               | Sung Yu-chi       |                   | [ 16 ] |
| 2012, Londyn         | Turcja            | Servet Tazegül   |                   | Mohammad Bagheri Motamed | Stany Zjednoczone | Terrence Jennings | [ 17 ] |
| 2012, Londyn         | Turcja            | Servet Tazegül   | Rohullah Nikpai   | Mohammad Bagheri Motamed |                   |                   | [ 17 ] |
| 2016, Rio de Janeiro | Jordania          | Ahmad Abughaush  | Rosja             | Aleksiej Dienisienko     | Hiszpania         | Joel González     | [ 18 ] |
| 2016, Rio de Janeiro | Jordania          | Ahmad Abughaush  | Rosja             | Aleksiej Dienisienko     | Korea Południowa  | Lee Dae-hoon      | [ 18 ] |
| 2020, Tokio          | Uzbekistan        | Ulugbek Rashitov | Wielka Brytania   | Bradly Sinden            |                   | Zhao Shuai        | [ 19 ] |
| 2020, Tokio          | Uzbekistan        | Ulugbek Rashitov | Wielka Brytania   | Bradly Sinden            | Turcja            | Hakan Reçber      | [ 19 ] |

### Kategoria do 80 kg mężczyzn
| Rok i miejsce        |                          | Złoto                |                 | Srebro             |                 | Brąz             | Źr.    |
| -------------------- | ------------------------ | -------------------- | --------------- | ------------------ | --------------- | ---------------- | ------ |
| 2000, Sydney         | Kuba                     | Ángel Matos          | Niemcy          | Faissal Ebnoutalib | Meksyk          | Víctor Estrada   | [ 20 ] |
| 2004, Ateny          | Stany Zjednoczone        | Steven López         | Turcja          | Bahri Tanrıkulu    |                 | Yousef Karami    | [ 21 ] |
| 2008, Pekin          |                          | Hadi Saei            | Włochy          | Mauro Sarmiento    |                 | Zhu Guo          | [ 22 ] |
| 2008, Pekin          | Stany Zjednoczone        | Hadi Saei            | Włochy          | Mauro Sarmiento    | Steven López    |                  | [ 22 ] |
| 2012, Londyn         | Argentyna                | Sebastián Crismanich | Hiszpania       | Nicolás García     | Wielka Brytania | Lutalo Muhammad  | [ 23 ] |
| 2012, Londyn         | Argentyna                | Sebastián Crismanich | Hiszpania       | Nicolás García     | Włochy          | Mauro Sarmiento  | [ 23 ] |
| 2016, Rio de Janeiro | Wybrzeże Kości Słoniowej | Cheick Sallah Cissé  | Wielka Brytania | Lutalo Muhammad    | Azerbejdżan     | Milad Bejgi      | [ 24 ] |
| 2016, Rio de Janeiro | Wybrzeże Kości Słoniowej | Cheick Sallah Cissé  | Wielka Brytania | Lutalo Muhammad    | Tunezja         | Oussama Oueslati | [ 24 ] |
| 2020, Tokio          |                          | Maksim Chramcow      | Jordania        | Saleh El-Sharabaty | Chorwacja       | Toni Kanaet      | [ 25 ] |
| 2020, Tokio          | Egipt                    | Maksim Chramcow      | Jordania        | Saleh El-Sharabaty | Seif Eissa      |                  | [ 25 ] |

### Kategoria powyżej 80 kg mężczyzn
| Rok i miejsce        |                  | Złoto           |                    | Srebro                 |                  | Brąz               | Źr.    |
| -------------------- | ---------------- | --------------- | ------------------ | ---------------------- | ---------------- | ------------------ | ------ |
| 2000, Sydney         | Korea Południowa | Kim Kyong-hun   | Australia          | Daniel Trenton         | Francja          | Pascal Gentil      | [ 26 ] |
| 2004, Ateny          | Korea Południowa | Moon Dae-sung   | Grecja             | Aleksandros Nikolaidis | Francja          | Pascal Gentil      | [ 27 ] |
| 2008, Pekin          | Korea Południowa | Cha Dong-min    | Grecja             | Aleksandros Nikolaidis | Nigeria          | Chika Chukwumerije | [ 28 ] |
| 2008, Pekin          | Korea Południowa | Cha Dong-min    | Grecja             | Aleksandros Nikolaidis | Kazachstan       | Arman Sziłmanow    | [ 28 ] |
| 2012, Londyn         | Włochy           | Carlo Molfetta  | Gabon              | Anthony Obame          | Kuba             | Robelis Despaigne  | [ 29 ] |
| 2012, Londyn         | Włochy           | Carlo Molfetta  | Gabon              | Anthony Obame          | Liu Xiaobo       |                    | [ 29 ] |
| 2016, Rio de Janeiro | Azerbejdżan      | Radik Isajew    | Niger              | Abdoulrazak Issoufou   | Korea Południowa | Cha Dong-min       | [ 30 ] |
| 2016, Rio de Janeiro | Azerbejdżan      | Radik Isajew    | Niger              | Abdoulrazak Issoufou   | Brazylia         | Maicon Siqueira    | [ 30 ] |
| 2020, Tokio          |                  | Władisław Łarin | Macedonia Północna | Dejan Georgiewski      | Kuba             | Rafael Alba        | [ 31 ] |
| 2020, Tokio          | Korea Południowa | Władisław Łarin | Macedonia Północna | Dejan Georgiewski      | In Kyo-don       |                    | [ 31 ] |

### Kategoria do 49 kg kobiet
| Rok i miejsce        |                  | Złoto                  |           | Srebro            |                  | Brąz                   | Źr.    |
| -------------------- | ---------------- | ---------------------- | --------- | ----------------- | ---------------- | ---------------------- | ------ |
| 2000, Sydney         | Australia        | Lauren Burns           | Kuba      | Urbia Meléndez    |                  | Chi Shu-ju             | [ 32 ] |
| 2004, Ateny          |                  | Chen Shih-hsin         | Kuba      | Yanelis Labrada   | Tajlandia        | Yaowapa Boorapolchai   | [ 33 ] |
| 2008, Pekin          |                  | Wu Jingyu              | Tajlandia | Buttree Puedpong  | Kuba             | Daynellis Montejo      | [ 34 ] |
| 2008, Pekin          | Wenezuela        | Wu Jingyu              | Tajlandia | Buttree Puedpong  | Dalia Contreras  |                        | [ 34 ] |
| 2012, Londyn         |                  | Wu Jingyu              | Hiszpania | Brigitte Yagüe    | Chorwacja        | Lucija Zaninović       | [ 35 ] |
| 2012, Londyn         | Tajlandia        | Wu Jingyu              | Hiszpania | Brigitte Yagüe    | Chanatip Sonkham |                        | [ 35 ] |
| 2016, Rio de Janeiro | Korea Południowa | Kim So-hui             | Serbia    | Tijana Bogdanović | Azerbejdżan      | Patimat Abakarowa      | [ 36 ] |
| 2016, Rio de Janeiro | Korea Południowa | Kim So-hui             | Serbia    | Tijana Bogdanović | Tajlandia        | Panipak Wongpattanakit | [ 36 ] |
| 2020, Tokio          | Tajlandia        | Panipak Wongpattanakit | Hiszpania | Adriana Cerezo    | Izrael           | Abishag Semberg        | [ 37 ] |
| 2020, Tokio          | Tajlandia        | Panipak Wongpattanakit | Hiszpania | Adriana Cerezo    | Serbia           | Tijana Bogdanović      | [ 37 ] |

### Kategoria do 57 kg kobiet
| Rok i miejsce        |                   | Złoto              |                   | Srebro          |                    | Brąz                | Źr.    |
| -------------------- | ----------------- | ------------------ | ----------------- | --------------- | ------------------ | ------------------- | ------ |
| 2000, Sydney         | Korea Południowa  | Jung Jae-eun       | Wietnam           | Trần Hiếu Ngân  | Turcja             | Hamide Bıkçın Tosun | [ 38 ] |
| 2004, Ateny          | Korea Południowa  | Jang Ji-won        | Stany Zjednoczone | Nia Abdallah    | Meksyk             | Iridia Salazar      | [ 39 ] |
| 2008, Pekin          | Korea Południowa  | Lim Su-jeong       | Turcja            | Azize Tanrıkulu | Stany Zjednoczone  | Diana López         | [ 40 ] |
| 2008, Pekin          | Korea Południowa  | Lim Su-jeong       | Turcja            | Azize Tanrıkulu | Chorwacja          | Martina Zubčić      | [ 40 ] |
| 2012, Londyn         | Wielka Brytania   | Jade Jones         |                   | Hou Yuzhuo      |                    | Tseng Li-cheng      | [ 41 ] |
| 2012, Londyn         | Wielka Brytania   | Jade Jones         | Francja           | Hou Yuzhuo      | Marlène Harnois    |                     | [ 41 ] |
| 2016, Rio de Janeiro | Wielka Brytania   | Jade Jones         | Hiszpania         | Eva Calvo Gómez | Egipt              | Hidaja Malak Wahba  | [ 42 ] |
| 2016, Rio de Janeiro | Wielka Brytania   | Jade Jones         | Hiszpania         | Eva Calvo Gómez | Kimia Alizadeh     |                     | [ 42 ] |
| 2020, Tokio          | Stany Zjednoczone | Anastasija Zolotic |                   | Tatjana Minina  |                    | Lo Chia-ling        | [ 43 ] |
| 2020, Tokio          | Stany Zjednoczone | Anastasija Zolotic | Turcja            | Tatjana Minina  | Hatice Kübra İlgün |                     | [ 43 ] |

### Kategoria do 67 kg kobiet
| Rok i miejsce        |                  | Złoto            |                 | Srebro             |                          | Brąz               | Źr.    |
| -------------------- | ---------------- | ---------------- | --------------- | ------------------ | ------------------------ | ------------------ | ------ |
| 2000, Sydney         | Korea Południowa | Lee Sun-hee      | Norwegia        | Trude Gundersen    | Japonia                  | Yoriko Okamoto     | [ 44 ] |
| 2004, Ateny          |                  | Luo Wei          | Grecja          | Elisawet Mistakidu | Korea Południowa         | Hwang Kyung-seon   | [ 45 ] |
| 2008, Pekin          | Korea Południowa | Hwang Kyung-seon | Kanada          | Karine Sergerie    | Francja                  | Gwladys Épangue    | [ 46 ] |
| 2008, Pekin          | Korea Południowa | Hwang Kyung-seon | Kanada          | Karine Sergerie    | Chorwacja                | Sandra Šarić       | [ 46 ] |
| 2012, Londyn         | Korea Południowa | Hwang Kyung-seon | Turcja          | Nur Tatar          | Stany Zjednoczone        | Paige McPherson    | [ 47 ] |
| 2012, Londyn         | Korea Południowa | Hwang Kyung-seon | Turcja          | Nur Tatar          | Niemcy                   | Helena Fromm       | [ 47 ] |
| 2016, Rio de Janeiro | Korea Południowa | Oh Hye-ri        | Francja         | Haby Niaré         | Wybrzeże Kości Słoniowej | Ruth Gbagbi        | [ 48 ] |
| 2016, Rio de Janeiro | Korea Południowa | Oh Hye-ri        | Francja         | Haby Niaré         | Turcja                   | Nur Tatar          | [ 48 ] |
| 2020, Tokio          | Chorwacja        | Matea Jelić      | Wielka Brytania | Lauren Williams    | Wybrzeże Kości Słoniowej | Ruth Gbagbi        | [ 49 ] |
| 2020, Tokio          | Chorwacja        | Matea Jelić      | Wielka Brytania | Lauren Williams    | Egipt                    | Hidaja Malak Wahba | [ 49 ] |

### Kategoria powyżej 67 kg kobiet
| Rok i miejsce        |                 | Złoto                      |                  | Srebro                     |                   | Brąz                       | Źr.    |
| -------------------- | --------------- | -------------------------- | ---------------- | -------------------------- | ----------------- | -------------------------- | ------ |
| 2000, Sydney         |                 | Chen Zhong                 | Rosja            | Natalja Iwanowa            | Kanada            | Dominique Bosshart         | [ 50 ] |
| 2004, Ateny          |                 | Chen Zhong                 | Francja          | Myriam Baverel             | Wenezuela         | Adriana Carmona            | [ 51 ] |
| 2008, Pekin          | Meksyk          | María del Rosario Espinoza | Norwegia         | Nina Solheim               | Wielka Brytania   | Sarah Stevenson            | [ 52 ] |
| 2008, Pekin          | Meksyk          | María del Rosario Espinoza | Norwegia         | Nina Solheim               | Brazylia          | Natália Falavigna          | [ 52 ] |
| 2012, Londyn         | Serbia          | Milica Mandić              | Francja          | Anne-Caroline Graffe       | Rosja             | Anastasija Barysznikowa    | [ 53 ] |
| 2012, Londyn         | Serbia          | Milica Mandić              | Francja          | Anne-Caroline Graffe       | Meksyk            | María del Rosario Espinoza | [ 53 ] |
| 2016, Rio de Janeiro |                 | Zheng Shuyin               | Meksyk           | María del Rosario Espinoza | Stany Zjednoczone | Jackie Galloway            | [ 54 ] |
| 2016, Rio de Janeiro | Wielka Brytania | Zheng Shuyin               | Meksyk           | María del Rosario Espinoza | Bianca Walkden    |                            | [ 54 ] |
| 2020, Tokio          | Serbia          | Milica Mandić              | Korea Południowa | Lee Da-bin                 | Francja           | Althea Laurin              | [ 55 ] |
| 2020, Tokio          | Serbia          | Milica Mandić              | Korea Południowa | Lee Da-bin                 | Wielka Brytania   | Bianca Walkden             | [ 55 ] |

## Klasyfikacje medalowe

### Klasyfikacja zawodników
W poniższej tabeli przedstawiono klasyfikację zawodników, którzy zdobyli przynajmniej jeden medal olimpijski w taekwondo. Kolejność ustalona została według liczby zdobytych medali poszczególnych kruszców. W przypadku, gdy dwóch lub więcej zawodników zdobyło tę samą liczbę medali wszystkich kolorów, wzięto pod uwagę najpierw kolejność chronologiczną, a następnie porządek alfabetyczny.
| Miejsce | Zawodnik                 | Państwo                     | Lata      | Złoto | Srebro | Brąz | Razem |
| ------- | ------------------------ | --------------------------- | --------- | ----- | ------ | ---- | ----- |
| 1.      | Steven López             | USA                         | 2000–2008 | 2     | –      | 1    | 3     |
| 1.      | Hadi Saei                | Iran                        | 2000–2008 | 2     | –      | 1    | 3     |
| 3.      | Chu Mu-yen               | Chińskie Tajpej             | 2004–2008 | 1     | –      | 1    | 2     |
| 3.      | Cha Dong-min             | Korea Południowa            | 2008–2016 | 1     | –      | 1    | 2     |
| 3.      | Servet Tazegül           | Turcja                      | 2008–2012 | 1     | –      | 1    | 2     |
| 3.      | Joel González            | Hiszpania                   | 2012–2016 | 1     | –      | 1    | 2     |
| 3.      | Zhao Shuai               | ChRL                        | 2016–2020 | 1     | –      | 1    | 2     |
| 8.      | Kim Kyong-hun            | Korea Południowa            | 2000      | 1     | –      | –    | 1     |
| 8.      | Ángel Matos              | Kuba                        | 2000      | 1     | –      | –    | 1     |
| 8.      | Michalis Murutsos        | Grecja                      | 2000      | 1     | –      | –    | 1     |
| 8.      | Moon Dae-sung            | Korea Południowa            | 2004      | 1     | –      | –    | 1     |
| 8.      | Guillermo Pérez          | Meksyk                      | 2008      | 1     | –      | –    | 1     |
| 8.      | Son Tae-jin              | Korea Południowa            | 2008      | 1     | –      | –    | 1     |
| 8.      | Sebastián Crismanich     | Argentyna                   | 2012      | 1     | –      | –    | 1     |
| 8.      | Carlo Molfetta           | Włochy                      | 2012      | 1     | –      | –    | 1     |
| 8.      | Ahmad Abughaush          | Jordania                    | 2016      | 1     | –      | –    | 1     |
| 8.      | Radik Isajew             | Azerbejdżan                 | 2016      | 1     | –      | –    | 1     |
| 8.      | Cheick Sallah Cissé      | Wybrzeże Kości Słoniowej    | 2016      | 1     | –      | –    | 1     |
| 8.      | Maksim Chramcow          | Rosyjski Komitet Olimpijski | 2020      | 1     | –      | –    | 1     |
| 8.      | Vito Dell’Aquila         | Włochy                      | 2020      | 1     | –      | –    | 1     |
| 8.      | Władisław Łarin          | Rosyjski Komitet Olimpijski | 2020      | 1     | –      | –    | 1     |
| 8.      | Ulugbek Rashitov         | Uzbekistan                  | 2020      | 1     | –      | –    | 1     |
| 23.     | Aleksandros Nikolaidis   | Grecja                      | 2004–2008 | –     | 2      | –    | 2     |
| 24.     | Huang Chih-hsiung        | Chińskie Tajpej             | 2000–2004 | –     | 1      | 1    | 2     |
| 24.     | Mauro Sarmiento          | Włochy                      | 2008–2012 | –     | 1      | 1    | 2     |
| 24.     | Aleksiej Dienisienko     | Rosja                       | 2012–2016 | –     | 1      | 1    | 2     |
| 24.     | Lee Dae-hoon             | Korea Południowa            | 2012–2016 | –     | 1      | 1    | 2     |
| 24.     | Lutalo Muhammad          | Wielka Brytania             | 2012–2016 | –     | 1      | 1    | 2     |
| 29.     | Faissal Ebnoutalib       | Niemcy                      | 2000      | –     | 1      | –    | 1     |
| 29.     | Gabriel Esparza          | Hiszpania                   | 2000      | –     | 1      | –    | 1     |
| 29.     | Sin Joon-sik             | Korea Południowa            | 2000      | –     | 1      | –    | 1     |
| 29.     | Daniel Trenton           | Australia                   | 2000      | –     | 1      | –    | 1     |
| 29.     | Óscar Salazar            | Meksyk                      | 2004      | –     | 1      | –    | 1     |
| 29.     | Bahri Tanrıkulu          | Turcja                      | 2004      | –     | 1      | –    | 1     |
| 29.     | Mark López               | USA                         | 2008      | –     | 1      | –    | 1     |
| 29.     | Yulis Gabriel Mercedes   | Dominikana                  | 2008      | –     | 1      | –    | 1     |
| 29.     | Mohammad Bagheri Motamed | Iran                        | 2012      | –     | 1      | –    | 1     |
| 29.     | Nicolás García           | Hiszpania                   | 2012      | –     | 1      | –    | 1     |
| 29.     | Anthony Obame            | Gabon                       | 2012      | –     | 1      | –    | 1     |
| 29.     | Tawin Hanprab            | Tajlandia                   | 2016      | –     | 1      | –    | 1     |
| 29.     | Abdoulrazak Issoufou     | Niger                       | 2016      | –     | 1      | –    | 1     |
| 29.     | Saleh El-Sharabaty       | Jordania                    | 2020      | –     | 1      | –    | 1     |
| 29.     | Dejan Georgiewski        | Macedonia Północna          | 2020      | –     | 1      | –    | 1     |
| 29.     | Mohamed Khalil Jendoubi  | Tunezja                     | 2020      | –     | 1      | –    | 1     |
| 29.     | Bradly Sinden            | Wielka Brytania             | 2020      | –     | 1      | –    | 1     |
| 46.     | Pascal Gentil            | Francja                     | 2000–2004 | –     | –      | 2    | 2     |
| 46.     | Rohullah Nikpai          | Afganistan                  | 2008–2012 | –     | –      | 2    | 2     |
| 48.     | Víctor Estrada           | Meksyk                      | 2000      | –     | –      | 1    | 1     |
| 48.     | Tamer Bayoumi            | Egipt                       | 2004      | –     | –      | 1    | 1     |
| 48.     | Yousef Karami            | Iran                        | 2004      | –     | –      | 1    | 1     |
| 48.     | Song Myeong-seob         | Korea Południowa            | 2004      | –     | –      | 1    | 1     |
| 48.     | Chika Chukwumerije       | Nigeria                     | 2008      | –     | –      | 1    | 1     |
| 48.     | Sung Yu-chi              | Chińskie Tajpej             | 2008      | –     | –      | 1    | 1     |
| 48.     | Arman Sziłmanow          | Kazachstan                  | 2008      | –     | –      | 1    | 1     |
| 48.     | Zhu Guo                  | ChRL                        | 2008      | –     | –      | 1    | 1     |
| 48.     | Robelis Despaigne        | Kuba                        | 2012      | –     | –      | 1    | 1     |
| 48.     | Terrence Jennings        | USA                         | 2012      | –     | –      | 1    | 1     |
| 48.     | Liu Xiaobo               | ChRL                        | 2012      | –     | –      | 1    | 1     |
| 48.     | Óscar Muñoz Oviedo       | Kolumbia                    | 2012      | –     | –      | 1    | 1     |
| 48.     | Milad Bejgi              | Azerbejdżan                 | 2016      | –     | –      | 1    | 1     |
| 48.     | Kim Tae-hun              | Korea Południowa            | 2016      | –     | –      | 1    | 1     |
| 48.     | Oussama Oueslati         | Tunezja                     | 2016      | –     | –      | 1    | 1     |
| 48.     | Luisito Pié              | Dominikana                  | 2016      | –     | –      | 1    | 1     |
| 48.     | Maicon Siqueira          | Brazylia                    | 2016      | –     | –      | 1    | 1     |
| 48.     | Rafael Alba              | Kuba                        | 2020      | –     | –      | 1    | 1     |
| 48.     | Michaił Artamonow        | Rosyjski Komitet Olimpijski | 2020      | –     | –      | 1    | 1     |
| 48.     | Seif Eissa               | Egipt                       | 2020      | –     | –      | 1    | 1     |
| 48.     | In Kyo-don               | Korea Południowa            | 2020      | –     | –      | 1    | 1     |
| 48.     | Jun Jang                 | Korea Południowa            | 2020      | –     | –      | 1    | 1     |
| 48.     | Toni Kanaet              | Chorwacja                   | 2020      | –     | –      | 1    | 1     |
| 48.     | Hakan Reçber             | Turcja                      | 2020      | –     | –      | 1    | 1     |

### Klasyfikacja zawodniczek
Poniżej przedstawiono klasyfikację zawodniczek, które zdobyły przynajmniej jeden medal olimpijski w taekwondo. Kolejność ustalona została według liczby zdobytych medali poszczególnych kruszców. W przypadku, gdy dwie lub więcej zawodniczki zdobyły tę samą liczbę medali wszystkich kolorów, wzięto pod uwagę najpierw kolejność chronologiczną, a następnie porządek alfabetyczny.
| Miejsce | Zawodniczka                | Państwo                     | Lata      | Złoto | Srebro | Brąz | Razem |
| ------- | -------------------------- | --------------------------- | --------- | ----- | ------ | ---- | ----- |
| 1.      | Hwang Kyung-seon           | Korea Południowa            | 2004–2012 | 2     | –      | 1    | 3     |
| 2.      | Chen Zhong                 | ChRL                        | 2000–2004 | 2     | –      | –    | 2     |
| 2.      | Wu Jingyu                  | ChRL                        | 2008–2012 | 2     | –      | –    | 2     |
| 2.      | Jade Jones                 | Wielka Brytania             | 2012–2016 | 2     | –      | –    | 2     |
| 2.      | Milica Mandić              | Serbia                      | 2012–2020 | 2     | –      | –    | 2     |
| 6.      | María del Rosario Espinoza | Meksyk                      | 2008–2016 | 1     | 1      | 1    | 3     |
| 7.      | Panipak Wongpattanakit     | Tajlandia                   | 2016–2020 | 1     | –      | 1    | 2     |
| 8.      | Lauren Burns               | Australia                   | 2000      | 1     | –      | –    | 1     |
| 8.      | Jung Jae-eun               | Korea Południowa            | 2000      | 1     | –      | –    | 1     |
| 8.      | Lee Sun-hee                | Korea Południowa            | 2000      | 1     | –      | –    | 1     |
| 8.      | Chen Shih-hsin             | Chińskie Tajpej             | 2004      | 1     | –      | –    | 1     |
| 8.      | Jang Ji-won                | Korea Południowa            | 2004      | 1     | –      | –    | 1     |
| 8.      | Luo Wei                    | ChRL                        | 2004      | 1     | –      | –    | 1     |
| 8.      | Lim Su-jeong               | Korea Południowa            | 2008      | 1     | –      | –    | 1     |
| 8.      | Kim So-hui                 | Korea Południowa            | 2016      | 1     | –      | –    | 1     |
| 8.      | Oh Hye-ri                  | Korea Południowa            | 2016      | 1     | –      | –    | 1     |
| 8.      | Zheng Shuyin               | ChRL                        | 2016      | 1     | –      | –    | 1     |
| 8.      | Matea Jelić                | Chorwacja                   | 2020      | 1     | –      | –    | 1     |
| 8.      | Anastasija Zolotic         | USA                         | 2020      | 1     | –      | –    | 1     |
| 20.     | Nur Tatar                  | Turcja                      | 2012–2016 | –     | 1      | 1    | 2     |
| 20.     | Tijana Bogdanović          | Serbia                      | 2016–2020 | –     | 1      | 1    | 2     |
| 22.     | Trude Gundersen            | Norwegia                    | 2000      | –     | 1      | –    | 1     |
| 22.     | Natalja Iwanowa            | Rosja                       | 2000      | –     | 1      | –    | 1     |
| 22.     | Urbia Meléndez             | Kuba                        | 2000      | –     | 1      | –    | 1     |
| 22.     | Trần Hiếu Ngân             | Wietnam                     | 2000      | –     | 1      | –    | 1     |
| 22.     | Nia Abdallah               | USA                         | 2004      | –     | 1      | –    | 1     |
| 22.     | Myriam Baverel             | Francja                     | 2004      | –     | 1      | –    | 1     |
| 22.     | Yanelis Labrada            | Kuba                        | 2004      | –     | 1      | –    | 1     |
| 22.     | Elisawet Mistakidu         | Grecja                      | 2004      | –     | 1      | –    | 1     |
| 22.     | Buttree Puedpong           | Tajlandia                   | 2008      | –     | 1      | –    | 1     |
| 22.     | Karine Sergerie            | Kanada                      | 2008      | –     | 1      | –    | 1     |
| 22.     | Nina Solheim               | Norwegia                    | 2008      | –     | 1      | –    | 1     |
| 22.     | Azize Tanrıkulu            | Turcja                      | 2008      | –     | 1      | –    | 1     |
| 22.     | Anne-Caroline Graffe       | Francja                     | 2012      | –     | 1      | –    | 1     |
| 22.     | Hou Yuzhuo                 | ChRL                        | 2012      | –     | 1      | –    | 1     |
| 22.     | Brigitte Yagüe             | Hiszpania                   | 2012      | –     | 1      | –    | 1     |
| 22.     | Eva Calvo Gómez            | Hiszpania                   | 2016      | –     | 1      | –    | 1     |
| 22.     | Haby Niaré                 | Francja                     | 2016      | –     | 1      | –    | 1     |
| 22.     | Adriana Cerezo             | Hiszpania                   | 2020      | –     | 1      | –    | 1     |
| 22.     | Lee Da-bin                 | Korea Południowa            | 2020      | –     | 1      | –    | 1     |
| 22.     | Tatjana Minina             | Rosyjski Komitet Olimpijski | 2020      | –     | 1      | –    | 1     |
| 22.     | Lauren Williams            | Wielka Brytania             | 2020      | –     | 1      | –    | 1     |
| 43.     | Ruth Gbagbi                | Wybrzeże Kości Słoniowej    | 2016–2020 | –     | –      | 2    | 2     |
| 43.     | Hidaja Malak Wahba         | Egipt                       | 2016–2020 | –     | –      | 2    | 2     |
| 43.     | Bianca Walkden             | Wielka Brytania             | 2016–2020 | –     | –      | 2    | 2     |
| 46.     | Hamide Bıkçın Tosun        | Turcja                      | 2000      | –     | –      | 1    | 1     |
| 46.     | Dominique Bosshart         | Kanada                      | 2000      | –     | –      | 1    | 1     |
| 46.     | Chi Shu-ju                 | Chińskie Tajpej             | 2000      | –     | –      | 1    | 1     |
| 46.     | Yoriko Okamoto             | Japonia                     | 2000      | –     | –      | 1    | 1     |
| 46.     | Yaowapa Boorapolchai       | Tajlandia                   | 2004      | –     | –      | 1    | 1     |
| 46.     | Adriana Carmona            | Wenezuela                   | 2004      | –     | –      | 1    | 1     |
| 46.     | Iridia Salazar             | Meksyk                      | 2004      | –     | –      | 1    | 1     |
| 46.     | Dalia Contreras            | Wenezuela                   | 2008      | –     | –      | 1    | 1     |
| 46.     | Gwladys Épangue            | Francja                     | 2008      | –     | –      | 1    | 1     |
| 46.     | Natália Falavigna          | Brazylia                    | 2008      | –     | –      | 1    | 1     |
| 46.     | Diana López                | USA                         | 2008      | –     | –      | 1    | 1     |
| 46.     | Daynellis Montejo          | Kuba                        | 2008      | –     | –      | 1    | 1     |
| 46.     | Sandra Šarić               | Chorwacja                   | 2008      | –     | –      | 1    | 1     |
| 46.     | Sarah Stevenson            | Wielka Brytania             | 2008      | –     | –      | 1    | 1     |
| 46.     | Martina Zubčić             | Chorwacja                   | 2008      | –     | –      | 1    | 1     |
| 46.     | Anastasija Barysznikowa    | Rosja                       | 2012      | –     | –      | 1    | 1     |
| 46.     | Helena Fromm               | Niemcy                      | 2012      | –     | –      | 1    | 1     |
| 46.     | Marlène Harnois            | Francja                     | 2012      | –     | –      | 1    | 1     |
| 46.     | Paige McPherson            | USA                         | 2012      | –     | –      | 1    | 1     |
| 46.     | Chanatip Sonkham           | Tajlandia                   | 2012      | –     | –      | 1    | 1     |
| 46.     | Tseng Li-cheng             | Chińskie Tajpej             | 2012      | –     | –      | 1    | 1     |
| 46.     | Lucija Zaninović           | Chorwacja                   | 2012      | –     | –      | 1    | 1     |
| 46.     | Patimat Abakarowa          | Azerbejdżan                 | 2016      | –     | –      | 1    | 1     |
| 46.     | Kimia Alizadeh             | Iran                        | 2016      | –     | –      | 1    | 1     |
| 46.     | Jackie Galloway            | USA                         | 2016      | –     | –      | 1    | 1     |
| 46.     | Hatice Kübra İlgün         | Turcja                      | 2020      | –     | –      | 1    | 1     |
| 46.     | Althea Laurin              | Francja                     | 2020      | –     | –      | 1    | 1     |
| 46.     | Lo Chia-ling               | Chińskie Tajpej             | 2020      | –     | –      | 1    | 1     |
| 46.     | Abishag Semberg            | Izrael                      | 2020      | –     | –      | 1    | 1     |

### Klasyfikacja państw
Poniższa tabela przedstawia klasyfikację państw, które zdobyły przynajmniej jeden medal olimpijski w taekwondo. Uwzględniono wspólnie medale zdobyte przez kobiety i mężczyzn we wszystkich kategoriach wagowych.
| Miejsce | Państwo                     | Złoto | Srebro | Brąz | Razem |
| ------- | --------------------------- | ----- | ------ | ---- | ----- |
| 1.      | Korea Południowa            | 12    | 3      | 7    | 22    |
| 2.      | ChRL                        | 7     | 1      | 3    | 11    |
| 3.      | USA                         | 3     | 2      | 5    | 10    |
| 4.      | Wielka Brytania             | 2     | 3      | 4    | 9     |
| 5.      | Meksyk                      | 2     | 2      | 3    | 7     |
| 6.      | Chińskie Tajpej             | 2     | 1      | 6    | 9     |
| 7.      | Iran                        | 2     | 1      | 3    | 6     |
| 8.      | Rosyjski Komitet Olimpijski | 2     | 1      | 1    | 4     |
| 8.      | Serbia                      | 2     | 1      | 1    | 4     |
| 8.      | Włochy                      | 2     | 1      | 1    | 4     |
| 11.     | Hiszpania                   | 1     | 5      | 1    | 7     |
| 12.     | Turcja                      | 1     | 3      | 5    | 9     |
| 13.     | Grecja                      | 1     | 3      | –    | 4     |
| 14.     | Kuba                        | 1     | 2      | 3    | 6     |
| 14.     | Tajlandia                   | 1     | 2      | 3    | 6     |
| 16.     | Australia                   | 1     | 1      | –    | 2     |
| 16.     | Jordania                    | 1     | 1      | –    | 2     |
| 18.     | Chorwacja                   | 1     | –      | 4    | 5     |
| 19.     | Azerbejdżan                 | 1     | –      | 2    | 3     |
| 19.     | Wybrzeże Kości Słoniowej    | 1     | –      | 2    | 3     |
| 21.     | Argentyna                   | 1     | –      | –    | 1     |
| 21.     | Uzbekistan                  | 1     | –      | –    | 1     |
| 23.     | Francja                     | –     | 3      | 5    | 8     |
| 24.     | Rosja                       | –     | 2      | 2    | 4     |
| 25.     | Norwegia                    | –     | 2      | –    | 2     |
| 26.     | Dominikana                  | –     | 1      | 1    | 2     |
| 26.     | Kanada                      | –     | 1      | 1    | 2     |
| 26.     | Niemcy                      | –     | 1      | 1    | 2     |
| 29.     | Tunezja                     | –     | 1      | 1    | 2     |
| 30.     | Gabon                       | –     | 1      | –    | 1     |
| 30.     | Macedonia Północna          | –     | 1      | –    | 1     |
| 30.     | Niger                       | –     | 1      | –    | 1     |
| 30.     | Wietnam                     | –     | 1      | –    | 1     |
| 34.     | Egipt                       | –     | –      | 4    | 4     |
| 35.     | Afganistan                  | –     | –      | 2    | 2     |
| 35.     | Brazylia                    | –     | –      | 2    | 2     |
| 35.     | Wenezuela                   | –     | –      | 2    | 2     |
| 38.     | Izrael                      | –     | –      | 1    | 1     |
| 38.     | Japonia                     | –     | –      | 1    | 1     |
| 38.     | Kazachstan                  | –     | –      | 1    | 1     |
| 38.     | Kolumbia                    | –     | –      | 1    | 1     |
| 38.     | Nigeria                     | –     | –      | 1    | 1     |

#### Klasyfikacja państw według lat
W poniższej tabeli zestawiono państwa według liczby medali zdobytych w taekwondo podczas kolejnych edycji letnich igrzysk olimpijskich. Przedstawiono sumę wszystkich medali (złotych, srebrnych i brązowych) we wszystkich konkurencjach łącznie.
| Państwo                     | '00 | '04 | '08 | '12 | '16 | '20 | suma |
| --------------------------- | --- | --- | --- | --- | --- | --- | ---- |
| Afganistan                  | –   | –   | 1   | 1   | –   | –   | 2    |
| Argentyna                   | –   | –   | –   | 1   | –   | –   | 1    |
| Australia                   | 2   | –   | –   | –   | –   | –   | 2    |
| Azerbejdżan                 | –   | –   | –   | –   | 3   | –   | 3    |
| Brazylia                    | –   | –   | 1   | –   | 1   | –   | 2    |
| ChRL                        | 1   | 2   | 2   | 3   | 2   | 1   | 11   |
| Chińskie Tajpej             | 2   | 3   | 2   | 1   | –   | 1   | 9    |
| Chorwacja                   | –   | –   | 2   | 1   | –   | 2   | 5    |
| Dominikana                  | –   | –   | 1   | –   | 1   | –   | 2    |
| Egipt                       | –   | 1   | –   | –   | 1   | 2   | 4    |
| Francja                     | 1   | 2   | 1   | 2   | 1   | 1   | 8    |
| Gabon                       | –   | –   | –   | 1   | –   | –   | 1    |
| Grecja                      | 1   | 2   | 1   | –   | –   | –   | 4    |
| Hiszpania                   | 1   | –   | –   | 3   | 2   | 1   | 7    |
| Iran                        | 1   | 2   | 1   | 1   | 1   | –   | 6    |
| Izrael                      | –   | –   | –   | –   | –   | 1   | 1    |
| Japonia                     | 1   | –   | –   | –   | –   | –   | 1    |
| Jordania                    | –   | –   | –   | –   | 1   | 1   | 2    |
| Kanada                      | 1   | –   | 1   | –   | –   | –   | 2    |
| Kazachstan                  | –   | –   | 1   | –   | –   | –   | 1    |
| Kolumbia                    | –   | –   | –   | 1   | –   | –   | 1    |
| Korea Południowa            | 4   | 4   | 4   | 2   | 5   | 3   | 22   |
| Kuba                        | 2   | 1   | 1   | 1   | –   | 1   | 6    |
| Macedonia Północna          | –   | –   | –   | –   | –   | 1   | 1    |
| Meksyk                      | 1   | 2   | 2   | 1   | 1   | –   | 7    |
| Niemcy                      | 1   | –   | –   | 1   | –   | –   | 2    |
| Niger                       | –   | –   | –   | –   | 1   | –   | 1    |
| Nigeria                     | –   | –   | 1   | –   | –   | –   | 1    |
| Norwegia                    | 1   | –   | 1   | –   | –   | –   | 2    |
| Rosja                       | 1   | –   | –   | 2   | 1   | –   | 4    |
| Rosyjski Komitet Olimpijski | –   | –   | –   | –   | –   | 4   | 4    |
| Serbia                      | –   | –   | –   | 1   | 1   | 2   | 4    |
| Tajlandia                   | –   | 1   | 1   | 1   | 2   | 1   | 6    |
| Tunezja                     | –   | –   | –   | –   | 1   | 1   | 2    |
| Turcja                      | 1   | 1   | 2   | 2   | 1   | 2   | 9    |
| USA                         | 1   | 2   | 3   | 2   | 1   | 1   | 10   |
| Uzbekistan                  | –   | –   | –   | –   | –   | 1   | 1    |
| Wenezuela                   | –   | 1   | 1   | –   | –   | –   | 2    |
| Wielka Brytania             | –   | –   | 1   | 2   | 3   | 3   | 9    |
| Wietnam                     | 1   | –   | –   | –   | –   | –   | 1    |
| Włochy                      | –   | –   | 1   | 2   | –   | 1   | 4    |
| Wybrzeże Kości Słoniowej    | –   | –   | –   | –   | 2   | 1   | 3    |
| Suma                        | 24  | 24  | 32  | 32  | 32  | 32  | 176  |

#### Klasyfikacja państw według konkurencji
W poniższej tabeli przedstawiono liczbę medali zdobytych przez poszczególne państwa w konkurencjach w taekwondo. Przedstawiono sumę wszystkich medali (złotych, srebrnych i brązowych) zdobytych w danej konkurencji łącznie podczas wszystkich edycji igrzysk. Zastosowano następujące skróty:
- -58 (m) – kategoria do 58 kg mężczyzn,
- -68 (m) – kategoria do 68 kg mężczyzn,
- -80 (m) – kategoria do 80 kg mężczyzn,
- +80 (m) – kategoria powyżej 80 kg mężczyzn,
- -49 (k) – kategoria do 49 kg kobiet,
- -57 (k) – kategoria do 57 kg kobiet,
- -67 (k) – kategoria do 67 kg kobiet,
- +67 (k) – kategoria powyżej 67 kg kobiet.

| Państwo                     | -58 (m) | -68 (m) | -80 (m) | +80 (m) | -49 (k) | -57 (k) | -67 (k) | +67 (k) | Suma |
| --------------------------- | ------- | ------- | ------- | ------- | ------- | ------- | ------- | ------- | ---- |
| Afganistan                  | 1       | 1       | –       | –       | –       | –       | –       | –       | 2    |
| Argentyna                   | –       | –       | 1       | –       | –       | –       | –       | –       | 1    |
| Australia                   | –       | –       | –       | 1       | 1       | –       | –       | –       | 2    |
| Azerbejdżan                 | –       | –       | 1       | 1       | 1       | –       | –       | –       | 3    |
| Brazylia                    | –       | –       | –       | 1       | –       | –       | –       | 1       | 2    |
| ChRL                        | 1       | 1       | 1       | 1       | 2       | 1       | 1       | 3       | 11   |
| Chińskie Tajpej             | 3       | 2       | –       | –       | 2       | 2       | –       | –       | 9    |
| Chorwacja                   | –       | –       | 1       | –       | 1       | 1       | 2       | –       | 5    |
| Dominikana                  | 2       | –       | –       | –       | –       | –       | –       | –       | 2    |
| Egipt                       | 1       | –       | 1       | –       | –       | 1       | 1       | –       | 4    |
| Francja                     | –       | –       | –       | 2       | –       | 1       | 2       | 3       | 8    |
| Gabon                       | –       | –       | –       | 1       | –       | –       | –       | –       | 1    |
| Grecja                      | 1       | –       | –       | 2       | –       | –       | 1       | –       | 4    |
| Hiszpania                   | 2       | 1       | 1       | –       | 2       | 1       | –       | –       | 7    |
| Iran                        | –       | 3       | 2       | –       | –       | 1       | –       | –       | 6    |
| Izrael                      | –       | –       | –       | –       | 1       | –       | –       | –       | 1    |
| Japonia                     | –       | –       | –       | –       | –       | –       | 1       | –       | 1    |
| Jordania                    | –       | 1       | 1       | –       | –       | –       | –       | –       | 2    |
| Kanada                      | –       | –       | –       | –       | –       | –       | 1       | 1       | 2    |
| Kazachstan                  | –       | –       | –       | 1       | –       | –       | –       | –       | 1    |
| Kolumbia                    | 1       | –       | –       | –       | –       | –       | –       | –       | 1    |
| Korea Południowa            | 3       | 4       | –       | 5       | 1       | 3       | 5       | 1       | 22   |
| Kuba                        | –       | –       | 1       | 2       | 3       | –       | –       | –       | 6    |
| Macedonia Północna          | –       | –       | –       | 1       | –       | –       | –       | –       | 1    |
| Meksyk                      | 2       | –       | 1       | –       | –       | 1       | –       | 3       | 7    |
| Niemcy                      | –       | –       | 1       | –       | –       | –       | 1       | –       | 2    |
| Niger                       | –       | –       | –       | 1       | –       | –       | –       | –       | 1    |
| Nigeria                     | –       | –       | –       | 1       | –       | –       | –       | –       | 1    |
| Norwegia                    | –       | –       | –       | –       | –       | –       | 1       | 1       | 2    |
| Rosja                       | 1       | 1       | –       | –       | –       | –       | –       | 2       | 4    |
| Rosyjski Komitet Olimpijski | 1       | –       | 1       | 1       | –       | 1       | –       | –       | 4    |
| Serbia                      | –       | –       | –       | –       | 2       | –       | –       | 2       | 4    |
| Tajlandia                   | 1       | –       | –       | –       | 5       | –       | –       | –       | 6    |
| Tunezja                     | 1       | –       | 1       | –       | –       | –       | –       | –       | 2    |
| Turcja                      | –       | 3       | 1       | –       | –       | 3       | 2       | –       | 9    |
| USA                         | –       | 3       | 2       | –       | –       | 3       | 1       | 1       | 10   |
| Uzbekistan                  | –       | 1       | –       | –       | –       | –       | –       | –       | 1    |
| Wenezuela                   | –       | –       | –       | –       | 1       | –       | –       | 1       | 2    |
| Wielka Brytania             | –       | 1       | 2       | –       | –       | 2       | 1       | 3       | 9    |
| Wietnam                     | –       | –       | –       | –       | –       | 1       | –       | –       | 1    |
| Włochy                      | 1       | –       | 2       | 1       | –       | –       | –       | –       | 4    |
| Wybrzeże Kości Słoniowej    | –       | –       | 1       | –       | –       | –       | 2       | –       | 3    |
| Suma                        | 22      | 22      | 22      | 22      | 22      | 22      | 22      | 22      | 144  |